# Rechtsentscheid
Der Rechtsentscheid war im deutschen Wohnraummietrecht eine bindende Entscheidung eines im Instanzenzug übergeordneten Gerichts, wenn das nachgeordnete Gericht als Berufungsgericht bei seiner Entscheidung von der Rechtsprechung eines übergeordneten Gerichts abweichen wollte. Landgerichte waren danach zur Vorlage bestimmter Rechtsfragen an das Oberlandesgericht, Oberlandesgerichte zur Vorlage an den Bundesgerichtshof verpflichtet.
Das Institut des Rechtsentscheids wurde zum 1. Januar 2002 abgeschafft.
Im Freistaat Bayern war für die Entscheidung über Rechtsentscheide das Bayerische Oberste Landesgericht (BayObLG) zuständig.

## Geschichte
Nach § 541 ZPO in der bis zum 1. Januar 2002 geltenden Fassung hatten die Landgerichte, wenn sie in Berufungsverfahren bei der Entscheidung einer Rechtsfrage, die sich aus einem Mietvertragsverhältnis über Wohnraum ergibt oder den Bestand eines solchen Mietvertragsverhältnisses betrifft, von einer Entscheidung des Bundesgerichtshofes oder eines Oberlandesgerichts abweichen wollten, vorab eine Entscheidung des im Rechtszug übergeordneten Oberlandesgerichts über diese Rechtsfrage herbeizuführen. Das Gleiche galt, wenn eine solche Rechtsfrage von grundsätzlicher Bedeutung war und durch Rechtsentscheid noch nicht entschieden wurde. Wenn das Oberlandesgericht von der Entscheidung des Bundesgerichtshofes oder eines anderen Oberlandesgerichts abweichen wollte, so hatte es seinerseits die Rechtsfrage dem Bundesgerichtshof vorzulegen. Die im Rechtsentscheid getroffene Entscheidung war für das Landgericht bindend.
Diese Regelung galt nach Art. III Abs. 1 Satz 3 des Dritten Gesetzes zur Änderung mietrechtlicher Vorschriften vom 21. Dezember 1967 i. d. F. des Gesetzes vom 5. Juni 1980 und wurde 1990 unverändert in die ZPO eingefügt. Durch das am 1. Januar 2002 in Kraft getretene ZPO-Reformgesetz vom 27. Juli 2001 ist die Vorschrift ersatzlos gestrichen worden.
Zweck des Rechtsentscheides war es, die Rechtseinheit auf dem Gebiet des Wohnraummietrechts wiederherzustellen, die bis dahin in der Praxis wegen des beim Landgericht endenden Rechtsmittelzuges in erheblichem Umfang nicht mehr gewährleistet war.
Die Abschaffung des Rechtsentscheid durch das ZPO-Reformgesetz rechtfertigte der Gesetzgeber damit, dass aufgrund der weiteren Änderungen des ZPO-Reformgesetzes, insbesondere der Herabsetzung der Berufungssumme auf 600 Euro und der Möglichkeit der Zulassungsberufung, nunmehr ausreichend gewährleistet sei, dass die Rechtsprechung auch im Wohnraummietrecht vereinheitlicht werde, ohne dass es der bisherigen Sonderbestimmung noch bedürfe.
Anders als bei einer Berufung oder Revision wurde der zum Rechtsentscheid vorgelegte Rechtsstreit dem übergeordneten Gericht nicht als Ganzes vorgelegt. Es wurde nur eine einzelne Rechtsfrage aus dem Prozessstoff herausgelöst und dem Obergericht zur Beantwortung vorgelegt. Insofern weist das Rechtsentscheidverfahren gewisse Ähnlichkeiten mit der konkreten Normenkontrolle auf.

## Kritik
Das Institut des Rechtsentscheides wurde in der Rechtswissenschaft als ein verbindliches Rechtsgutachten und damit eine dem deutschen Justizsystem gänzlich fremde Entscheidungsform angesehen.
Insgesamt wurde der Rechtsentscheid dabei zwar dahingehend begrüßt, dass dadurch die Obergerichte Einfluss auf den Wohnraummietprozess nehmen konnten. Kritisiert wurde aber auch der Umfang der Bindungswirkung. Insbesondere könne bei Rechtsentscheiden die Würdigung der Umstände des Einzelfalles zu kurz kommen.
Außerdem war bei gesetzlichen Änderungen im Mietrecht stets zweifelhaft, ob die zur alten Gesetzesfassung ergangenen Rechtsentscheide dadurch ihre Bindungswirkung verlieren.
Problematisch war  auch, dass die Bürde, über die Einheitlichkeit der Rechtsprechung zu wachen, dabei zunächst dem mit der Sache befassten Landgericht oblag. Das in der Berufungsinstanz zuständige Landgericht musste selbst prüfen, ob die Rechtsfrage grundsätzliche Bedeutung hat oder ob die Auffassung des befassten Gerichts von einem bereits ergangenen Rechtsentscheid abweicht. Allen Landgerichten musste also bei der Entscheidung wohnraummietrechtlicher Prozesse die gesamte einschlägige obergerichtliche Rechtsprechung genau bekannt sein.